# ジョン・マグルーダー
ジョン・バンクヘッド・マグルーダー（John B. Magruder、1807年5月1日-1871年2月19日）は、アメリカ合衆国の職業軍人であり、3つの国の軍隊で仕えた。米墨戦争ではアメリカ陸軍士官、南北戦争では南軍の将軍、最後にメキシコ帝国軍で将軍を務めた。軍隊の僚友からは「プリンス・ジョン」と呼ばれた。マグルーダーを最も有名にしたのは、1862年、南北戦争の半島方面作戦で北軍ジョージ・マクレラン少将を手の込んだ偽装で欺き、南軍が実際よりも勢力に勝っていると信じさせたことで、北軍の動きを遅らせたことである。また1863年初期には、北軍の陸軍と海軍による攻撃からテキサス州ガルベストンをうまく守り通した。

## 初期の経歴
マグルーダーはバージニア州ポートロイヤルで生まれた。初めはバージニア大学で学び、そこで1人の学生として元大統領トーマス・ジェファーソンと会食する機会があった。1830年に陸軍士官学校を卒業し、第7アメリカ歩兵連隊の少尉に任官された。その後第1アメリカ砲兵連隊に転属となった。
マグルーダーはフロリダ州で第二次セミノール戦争に従軍し、続いてウィンフィールド・スコット将軍のもとでメキシコ占領軍に仕えた。セルロ・ゴードの戦いで「勇敢で称賛に値する行動」で少佐に名誉昇進し、チャパルテペクの戦いでの襲撃における勇敢さで中佐に名誉昇進した。その後、カリフォルニア州の辺境とカンザス準州のレブンワース砦での任務に就いた。
プリンス・ジョンは背が高く派手な色男だった。よくテノールで歌っていたが、その時以外は舌足らずの話し方をした。その余技は歌を作ることとコンサートを行うこと、素人劇を上演することであり、平時の守備隊任務では退屈さを紛らすものだった。この芝居好きが南北戦争で役立つことになった。

## 南北戦争
南北戦争が始まったとき、マグルーダーはワシントンD.C.の守備軍で砲兵隊に勤務していた。しかし生まれ故郷のバージニア州がアメリカ合衆国から脱退した時にアメリカ陸軍を辞め、南軍の准将に任官された。その後直ぐに少将に昇進した。1862年、北軍の半島方面作戦初期に、ジョージ・マクレラン少将がバージニア半島に侵攻したときは、リッチモンドを守る小さな半島軍を指揮していた。この軍隊は1862年4月12日に北バージニア軍の1個師団として組み入れられた。
1862年4月、ヨークタウンの包囲戦の時、マグルーダーは少数の部隊を同じ場所で何度も行進させることで勢力を大きく見させて、マクレランを完璧に欺いた。大砲をしばしば移動させて、北軍が見えたときは気前良く発砲させた。この見せ掛けでマクレランのポトマック軍に何週間も不必要な遅れを発生させ、マグルーダーの上官ジョセフ・ジョンストンから称賛された。6月下旬、七日間の戦いに入って2日目のビーバーダム・クリークの戦いと3日目のゲインズミルの戦いでは、チカホミニー川の南岸で陽動行動を行い、はるかに勢力で勝る北軍をうまく引き付けて川の北岸で行われた戦闘での南軍勝利に貢献した。このときもマクレランはマグルーダー隊が大きな勢力を持っていると信じ込んでいた。しかし、その後の七日間の戦いではあまり功績を挙げられず、攻撃性に欠けた。その不安定な実績についてマグルーダーのかなりな酒癖を挙げて非難する者がいる。七日間の戦いの最後となったマルバーンヒルの戦いでは、地元の案内人がマグルーダー隊を道に迷わせ、戦線に到着するのがかなり遅れることになった。このとき新しい司令官になっていたロバート・E・リー将軍からの攻撃命令は、その日早くに発信されていたが時刻が記されておらず、マグルーダー隊がやっと数時間遅れで適切な陣地に到着した直後に届き、それが最新のものだと誤解した。これらの命令に続いてリーから新しい命令（間違った情報に基づいていた）が届き、攻撃命令を再確認した。これらの命令が最新で正確なものと考えたマグルーダー隊の行動は他部隊との協調を欠く攻撃に繋がり、大きな損失を出しただけで何の進展も得られなかった。戦闘後にリーが激しく縦射された攻撃の現場を見た時に、どんな指揮官もこのような状況で攻撃を進めるはずがないと考え、マグルーダーに「なぜ攻撃したのだ？」と尋ねると、マグルーダーは「貴方の命令、それも2回繰り返された命令に従った」と答えた。
七日間の戦いの後でリーはその軍隊を大きく編成替えし、実効の無い指揮官と考えた者を配転したので、マグルーダーが犠牲者になった。間もなくテキサス州、ニューメキシコ準州およびアリゾナ準州の地区軍指揮官に割り当てられた。
1863年1月1日、マグルーダー軍はガルベストンの戦いで勝利し、南軍のためにガルベストン市と港を再占領した。この功績に対し、アメリカ連合国議会がマグルーダーに次のような感謝状を発行した。
1864年8月から1865年3月、マグルーダーはアーカンソー方面軍を指揮したが、その後戦争の最後の月に再びテキサス、ニューメキシコおよびアリゾナ地区軍の指揮に戻り、エドマンド・カービー・スミスのミシシッピ圏方面軍全軍が降伏するまで務めた。

## 戦後
戦後、マグルーダーはメキシコに逃亡し、メキシコ帝国軍の少将としてマクシミリアン1世に仕えた。しかし1867年5月までに皇帝軍は包囲戦に敗れ、皇帝は処刑された。マグルーダーはアメリカに戻りテキサス州ヒューストンに住んで、1871年に死んだ。遺骸はその最大の軍事的功績を挙げたガルベストンのエピスコパル墓地に埋葬されている。

## マグルーダーに因むもの
多くの地名などがジョン・マグルーダーに因んで名付けられている。
- マグルーダー砦、ウィリアムズバーグの戦いのときの南軍要塞
- バージニア州ヨーク郡マグルーダー、ウィリアムズバーグ近くの小さな町。第二次世界大戦の1943年頃、アメリカ海軍が住民を移し、以前のマグルーダーの町全体はキャンプ・ピアリーと呼ばれる大規模軍用地の一部になった。1951年からは、この設備が「国軍実験的訓練活動」と呼ばれるようになり、アメリカ中央情報局(CIA)の「ザ・ファーム」という渾名の設備で知られている。2005年時点でアクセスは非常に限られている。
- マグルーダー大通り（バージニア州道134号線）、ハンプトン独立市を抜けヨーク郡に入る主要接続道路
- トマス・マグルーダー、改革派西部劇をテーマにしたビデオゲームの登場人物、姓が同じ元南北戦争の少佐である。